# Naturalia
Naturalia France est une enseigne de distribution française spécialisée dans les produits issus de l'agriculture biologique, du commerce équitable, de l'agriculture biodynamique, ainsi que les cosmétiques biologiques et écoproduits.
Elle est une filiale de Monoprix depuis 2008, elle-même filiale du Groupe Casino.

## Développement
Créée en 1973, par M. et Mme Trocmé, un couple d'agriculteurs, l'enseigne appartient aujourd'hui à la chaîne de distribution Monoprix et par extension au groupe Casino depuis 2008.[source insuffisante]
En janvier 2012, Naturalia fait l’acquisition des trois magasins Serpent vert en Alsace. En août 2012, Naturalia rachète deux magasins de l'enseigne alsacienne Nature & Santé à Wettolsheim et à Houssen, puis en janvier 2013 trois magasins du réseau Vie bio à Sélestat, Obernai et Illkirch.
En janvier 2016, Naturalia compte plus de 130 magasins[source insuffisante]. La même année Naturalia ouvre ses premiers magasins en Martinique et en Guadeloupe.
Naturalia se développe en Seine-Saint-Denis avec l'ouverture de 4 nouveaux magasins entre décembre 2016 et février 2017 : Les Lilas, Le Raincy, Rosny-sous-Bois et Aulnay-sous-Bois.
En septembre 2017, Naturalia ouvre un magasin en franchise au Luxembourg.
En juin 2018, elle lance le concept Origines en ouvrant trois magasins dédié au bien-être et aux médecines douces.
En avril 2019, l'entreprise ouvre son premier magasin en périphérie de Paris.